# Cratere Fibiger
Fibiger è un cratere lunare di 21,1 km situato nella parte nord-orientale della faccia visibile della Luna.